# Lepanthopsis densiflora
Lepanthopsis densiflora är en orkidéart som först beskrevs av João Barbosa Rodrigues, och fick sitt nu gällande namn av Oakes Ames. Lepanthopsis densiflora ingår i släktet Lepanthopsis och familjen orkidéer. Inga underarter finns listade i Catalogue of Life.